# Acantholichen
Acantholichen is een geslacht van schimmels behorend tot de familie Hygrophoraceae. De typesoort is Acantholichen pannarioides.

## Soorten
Volgens Index Fungorum telt het geslacht zes soorten (peildatum december 2023):
| Soortnaam                    | Auteur(s)                         | Publicatiejaar |
| ---------------------------- | --------------------------------- | -------------- |
| Acantholichen albomarginatus | Dal-Forno, Marcelli & Lücking     | 2016           |
| Acantholichen campestris     | Dal-Forno, A.A. Spielm. & Lücking | 2016           |
| Acantholichen galapagoensis  | Dal-Forno, Bungartz & Lücking     | 2016           |
| Acantholichen pannarioides   | P.M. Jørg.                        | 1998           |
| Acantholichen sorediatus     | Dal-Forno, Sipman & Lücking       | 2016           |
| Acantholichen variabilis     | Dal-Forno, Coca & Lücking         | 2016           |